# Nvidia ION

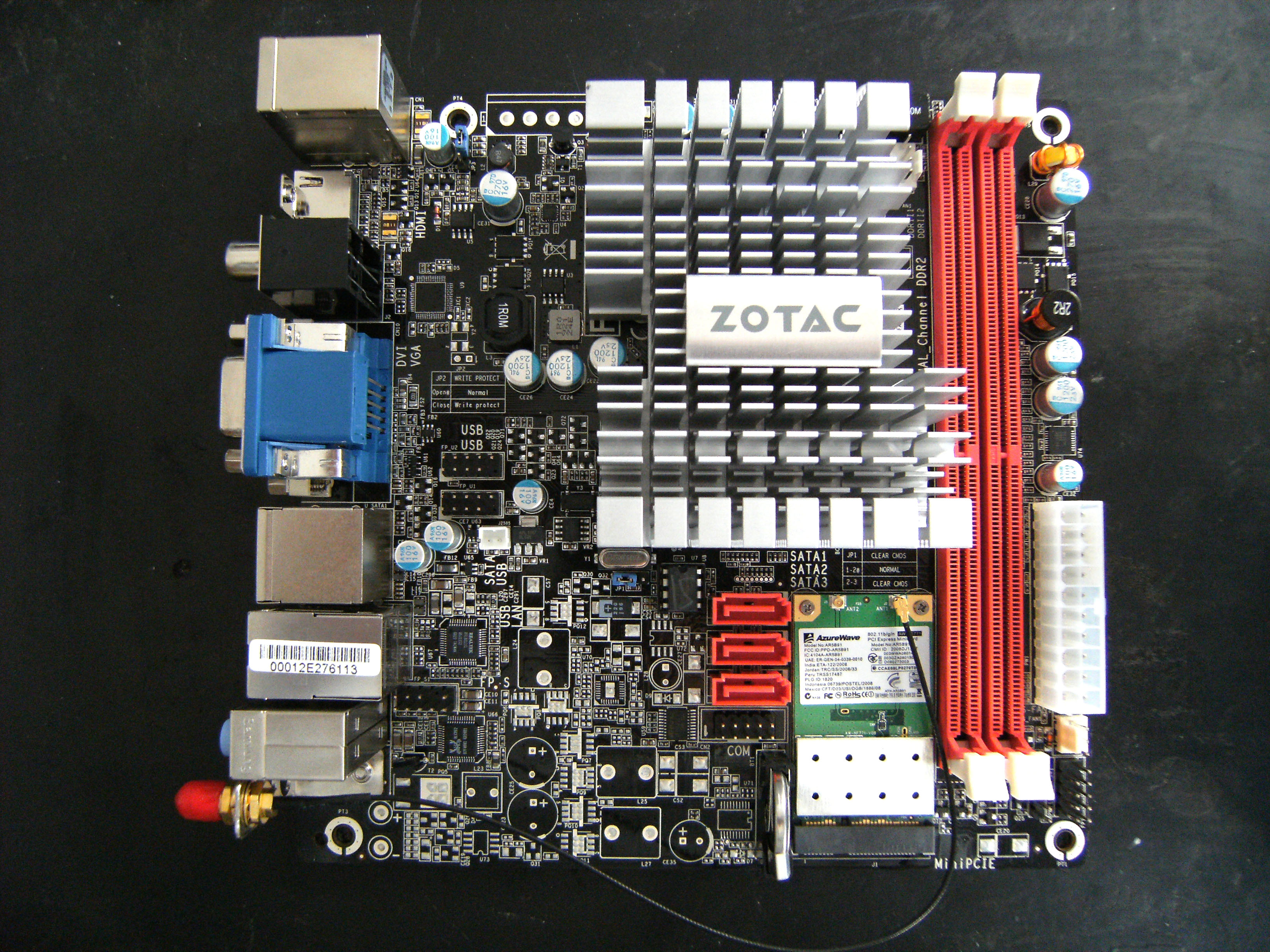
Základní deska ZOTAC založená na NVidia ION

Nvidia Ion (též psáno nVidia Ion nebo NVIDIA ION) je systémová platforma základní desky, vyvinutá společností NVIDIA, která využívá její čipset GeForce 9400M a dále paměti DDR3-1066 či DDR2-800 SDRAM a procesor Intel Atom. 

## Uvedení
Platforma byla uvedena začátkem roku 2009, v únoru Microsoft oznámil tuto platformu za „Vista capable“ (tedy schopnou provozovat jeho operační systém), v létě téhož roku se objevily první desktopové počítače využívající tuto platformu. Na podzim 2008 se představily první počítače s Nvidia Ion s procesorem Intel Atom 300 pro rodinu x86-64.
Později téhož roku se postupně objevily první netbooky s NVidia ION, jako např. Lenovo S12, HP Mini 311, Samsung N510 či Asus Eee PC 1201N. Původně se nepředpokládalo, že NVidia ION vstoupí do masové výroby vlivem neochoty Intelu dodávat procesor Atom mimo vlastní čipsety 945GSE či 945GC, se kterými se nejčastěji dodává. Mezitím NVidia oznámila, že plánuje tuto platformu vyvíjet i s procesorem VIA Nano v posledním kvartálu 2009.

## Přehled
Nvidia Ion nativně podporuje:
- DirectX 10
- OpenGL verze 3.2
- OpenCL,
- high-definition video
- 7.1kanálový zvuk

Mezi další technologie, které tato platforma zvládá, patří:
- NVidia CUDA,
- NVidia PhysX,
- VDPAU,
- Third Generation PureVideo HD

Má mj. i podporu HDMI a zvládá rozlišení do 2560×1600. 

## Výkonnostní srovnání
Platforma NVidia ION by podle NVidie měla (v porovnání s grafikou založenou na Intel GM45) nabízet 5× vyšší grafický výkon a výkon při přehrávání nebo zpracovávání videa, při o 80 % nižší spotřebě procesorového času na běžných noteboocích a 10× vyšší grafický a video-zpracovávající výkon na netboocích a nettopech založených na Intel 945GSE.